# Binhai Lake Golf Club
De Binhai Lake Golf Club  is een golfclub in Tianjin, een stadsprovincie in de Volksrepubliek China.
De golfbaan werd ontworpen door Schmidt-Curley Design, een bedrijf van Lee Schmidt en Brian Curley, twee leerlingen van Pete Dye. De baan heeft een par van 72. Het eerste deel werd in 2006 geopend, het clubhuis was in 2008 klaar eb toen de 18 holes volledig bespeeldbaar waren werd de club officieel in 2011 geopend. In 2012 is hij al gastheer van het China Open.
Het Binhai meer waaraan de golfbaan ligt, is niet natuurlijk. Langs het meer wordt een nieuw district aangelegd. Om de golfbaan aan te leggen werd veel grond afgegraven en voor een deel in het meer gedeponeerd zodat er een schiereiland ontstond. Tien van de achttien holes lopen daardoor langs het meer. Omdat ze extra windgevoelig zijn, maakten de architecten de fairways iets breder dan normaal. De aanleg van een tweede golfbaan is eind 2011 gestart.
Zie ook de lijst van golfbanen in China.

## Trivia
- Er is een Binhai Golf Club in Shanghai.